# Romi Paritzki
Romi Paritzki (em hebraico: רומי פריצקי; 17 de junho de 2004) é uma ginasta rítmica israelense.

## Vida pessoal
Paritzki nasceu em Israel, vive em Netanya, Israel, e é judia. Ela tem duas irmãs mais novas, Eleanor e Nela, que também são ginastas rítmicas. Os pais das meninas são dançarinos profissionais de balé clássico, que se conheceram na trupe de balé israelense.
Ela frequentou a Escola Primária Rabin em Netanya e fala hebraico e inglês.

## Carreira
Paritzki começou a praticar ginástica aos nove anos em Netanya, depois de ter sido apresentada a ela através de um projeto escolar e seguindo sua irmã mais nova. Ela observou: "Começar no campo aos nove anos é muito tarde. Eles geralmente começam aos três ou quatro anos."  Aos 14 anos de idade, como aluna do oitavo ano, ela treinava entre seis e dez horas por dia.  Seu clube é o Maccabi Tel Aviv, e seus treinadores são Alona Koshevatskiy e Ayelet Zussman.
Em 2022, ela foi nomeada parte do novo grupo nacional de Israel. Elas estrearam na Copa do Mundo em Atenas, ganhando medalhas de ouro em 5 aros e 3 fitas + 2 bolas. Depois Baku, onde obtiveram bronze no individual geral e 5 aros. Pamplona (medalha de prata no individual geral), Portimão (ouro no individual geral) e Cluj-Napoca (prata no individual geral e 5 aros).
Nos Jogos Olímpicos de Verão de 2024, em Paris, conquistou a medalha de prata na competição de grupos da ginástica rítmica, ao lado de Ofir Shaham, Diana Svertsov, Adar Friedmann e Shani Bakanov.